# 立方才
立方才是日本石材计量常用单位，才是尺的一种表述方式。 日本尺1尺的长度为303毫米，1立方尺即1才（日本立方才）。1立方米（等于35.94778325657942立方才）约等于36日本立方才（立方尺）。